# Chabua
Chabua (assamais : চাবুৱা) est une ville en Inde située dans le district de Dibrugarh de l'État d'Assam.
C'est la ville natale de l'actrice britannique Julie Christie, née en 1941 à l'hôpital St-Luc (St. Luke's Hospital).

## Géographie
Elle est située à une altitude de 105 m au-dessus du niveau de la mer, à 453 km de la capitale de l'État, Dispur, dans le fuseau horaire UTC +5:30. La ville dispose d'une piste aérienne dans la base de Chabua

## Démographie
Lors du recensement indien de 2011, Chabua comptait 7 230 habitants, dont 51 % d'hommes et 49 % de femmes. Chabua a un taux d'alphabétisation moyen de 88 %, supérieur à la moyenne nationale de 59,5 %, avec un taux d'alphabétisation de 83 % pour les hommes et de 72 % pour les femmes. 11% de la population est âgée de moins de 6 ans.